# ベンゾイルCoA-3-モノオキシゲナーゼ
ベンゾイルCoA-3-モノオキシゲナーゼ（benzoyl-CoA 3-monooxygenase）は、次の化学反応を触媒する酸化還元酵素である。
ベンゾイルCoA + NADPH + H+ + O2 {\displaystyle \rightleftharpoons } 3-ヒドロキシベンゾイルCoA + NADP+ + H2O
この酵素の基質はベンゾイルCoA、NADPH、H+とO2で、生成物は3-ヒドロキシベンゾイルCoA、NADP+とH2Oである。
組織名はbenzoyl-CoA,NADPH:oxygen oxidoreductase (3-hydroxylating)で、別名にbenzoyl-CoA 3-hydroxylaseがある。